# Koenigia forrestii
Koenigia forrestii är en slideväxtart som först beskrevs av Friedrich Ludwig Diels, och fick sitt nu gällande namn av Mesicek & Sojak. Koenigia forrestii ingår i släktet dvärgsyror, och familjen slideväxter. Inga underarter finns listade i Catalogue of Life.